# Freak Out (2 Fabiola)
Freak Out is een single van het Belgisch muziekproject 2 Fabiola uit 1997.
OP de B-kant stond het nummer I See The Light.

## Meewerkende artiesten
- Producer
  - Olivier Adams
  - Pat Krimson
- Muzikanten
  - Carine B (backing vocals)
  - Pat Krimson (keyboards)
  - Zohra Aït-Fath (zang)